# Shape of Things to Come
Shape of Things to Come – utwór z filmu Wild in the Streets, napisany przez Barry’ego Manna i Cynthię Weil. Wykonywany był przez zespół Max Frost and the Troopers, w filmie jako The 13th Power. Został wydany na albumie Shape of Things to Come w 1968 roku. Piosenka ta została wydana także w wersji instrumentalnej przez amerykańską grupę Davie Allan and the Arrows.
Utwór ten był wykonywany także przez grupy takie jak: Slade, Rich Kids, Vacuum, Aorta, Third Rail, Paul Revere & the Raiders, The Pointed Sticks, The Ramones, The Fuzztones, The Urinals, The Diodes, Mod Fun i Marshmallow Overcoat.

## Historia
Piosenka ta została wyprodukowana przez Mike’a Curba dla filmu Wild in the Streets. Utwór został wykorzystany także jako temat muzyczny meksykańskiego komediowego show „Ensalada de Locos” (Sałatka szaleńca) w latach 70.
„Shape of Things to Come” został wydany na pierwszym miejscu strony A albumu o tym samym tytule, a następnie jako singel, który zadebiutował na 22. miejscu listy magazynu Billboard Hot 100. Utrzymał się na tej liście łącznie 12 tygodni. Osiągnął także sukces na liście kanadyjskiej, gdzie zadebiutował na 2. miejscu.
W roku 2006 wersja grupy The Max Frost & The Troopers została wykorzystana w kampanii reklamowej Target Corporation.

## Wersja Slade

### Lista utworów
1. „Shape of Things to Come” – 2:19
2. „C’mon C’mon” – 2:40

### Skład
- Noddy Holder – wokal, gitara rytmiczna
- Jim Lea – gitara basowa, wokal wspierający
- Dave Hill – gitara prowadząca, wokal wspierający
- Don Powell – perkusja